# Billboard Dad
Billboard Dad (titulada Papá en cartelera en Hispanoamérica y Un papá de película en España) es una película estadounidense directamente para vídeo de 1998 dirigida por Alan Metter. Está protagonizada por Mary-Kate Olsen, Ashley Olsen, Tom Amandes, Jessica Tuck, Carl Banks, Ellen Ratner, Sam Saletta, Rafael Rojas III, Troian Bellisario y Angelique Perry. Distribuida por Warner Bros., la película se estrenó el 10 de noviembre de 1998 en Estados Unidos. 

## Sinopsis
Dos hermanas gemelas (Mary-Kate Olsen y Ashley Olsen), de 12 años, creyendo que su padre viudo (Tom Amandes) se siente solo, deciden encontrarle una novia. Colocan un anuncio en una valla publicitaria gigante en el centro de Hollywood en que se lee: "Está soltero y es guapo, interesadas llamar". Tras varias citas desastrosas, Max conoce a Brooke (Jessica Tuck) y entre ellos surge un amor a primera vista. Sólo hay un problema: el revoltoso y rebelde hijo de Brooke, Ryan (Sam Saletta). Pero las gemelas lo tienen todo pensado para que no falle su plan.

## Reparto
- Mary-Kate Olsen - Tess Tyler
- Ashley Olsen - Emily Tyler
- Tom Amandes - Maxwell Tyler
- Jessica Tuck - Brooke Anders
- Carl Banks - Nigel
- Ellen Ratner - Debbie
- Sam Saletta - Ryan Anders
- Rafael Rojas III - Cody
- Troian Bellisario - Kristen
- Angelique Perry - Julianne

- Datos: Q1198363